# 음력 1월 17일
음력 1월 17일은 음력 1월의 17번째 날이다.

## 문화
- 2010년 - KTX-산천이 경부선과 호남선에 투입되어 운행을 시작하였다.

## 같이 보기
- 음력 360일: 1월 2월 3월 4월 5월 6월 7월 8월 9월 10월 11월 12월
- 전날:1월 16일 다음날:1월 18일 - 전달:12월 17일 다음달:2월 17일
- 양력:1월 17일
- 음력, 윤달